# Hydaticus nigritulus
Hydaticus nigritulus är en skalbaggsart som beskrevs av Régimbart 1899. Hydaticus nigritulus ingår i släktet Hydaticus och familjen dykare. Inga underarter finns listade i Catalogue of Life.